# Богдан Раца
Богдан Ратса, Богдан Раца (рум. Bogdan Rața; нар. 22 січня 1984) — румунський скульптор, найвідоміший за його скульптурами скрученого, спотвореного і видозміненого людського тіла. Раца живе і працює в Бакеу і Бухаресті.

## Освіта
Раца навчався скульптури в Західному університеті Тімішоари (2003—2006). У 2008 році він здобув ступінь магістра в галузі скульптури в Бухарестському національному університеті мистецтв і в 2012 році ступінь PhD в Західному університеті Тімішоари.

## Роботи

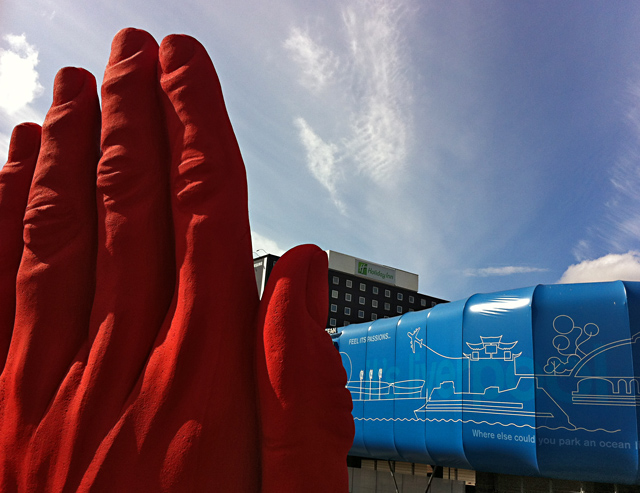
Богдан Ратса, Middle Way
(Серединний шлях, 2014), розміщений перед St. George's Hall у рамках Ліверпульської Бієнале (Independents Liverpool Biennial) 2014. Скульптура заввишки 3,5 метра. Матеріал — поліестер / полістирол, синтетичні смоли, склотканина і фарба.

У свої ранні роки творчої роботи Раца використовував власне тіло в якості моделі. Згодом він продовжив свою роботу у формі широкомасштабних досліджень різних фрагментів тіла; з майже хірургічною точністю, він вирізав руки, ноги, лікті і торси. Поєднання народжують нові форми, гібридні і часто «абсурдні» скульптури.
Раца орієнтований в основному на людські анатоформи. 
Його роботи зображують деформовані й потворні людські тіла або його частини. Раца цікавиться проблемами сприйняття і людської фігури в скульптурі:
Часто він змішує різні частини тіла, пальці, ноги, голови, торси: Punk (2008), Torsso (2008), Lonely (2011), The Cure (2010), Tits (2010), The Middle Way (2014), The Pressure (2015) тощо 

### Навчання
Крім своєї творчої кар'єри, Раца є викладачем Західного університету Тімішоари.

## Виставки
Починаючи з 2007 року, роботи Раца виставлялися як на національному рівні, у Тімішоара, Бухарест, Сібіу, Бая-Маре так і на міжнародному рівні в Ліверпулі (Велика Британія), Парижі (Франція), Нью-Йорку (США), Москві і Санкт-Петербурзі (Росія), Венеції (Італія), Тель-Авіві (Ізраїль), Каскасісі (Португалія) та Будапешті (Угорщина).
27 вересня 2018 на бульварі Тараса Шевченка в Києві, перед постаментом поваленого пам'ятника Леніну, з боку Бессарабського ринку відкрили роботу Богдана Раци «Середній шлях» у вигляді руки синього кольору. Згодом вона побувала в Миколаєві та Дніпрі.